# アルゴマ地区
アルゴマ地区（アルゴマちく、英：Algoma District）は、カナダのオンタリオ州北部に位置する地方行政区のひとつ。オンタリオ州北部の他の地区と同様に、行政は直接、州政府及び各市町村によって行われている。1858年に設立された当初はスペリオル湖の西、アメリカのミネソタ州の国境エリアまで広がっていたが、州政府によって分割され、現在の範囲に収まっている。
- アルゴマ地区より分割された地区[2]
  - サンダーベイ地区 - 1871年
  - マニトゥーリン地区 - 1888年
  - サドバリー地区 - 1907年
  - ティミスカミング地区 - 1912年

アルゴマ・セントラル鉄道の観光列車がアガワ渓谷を走ることで知られる。

## 主な都市
- スーセントマリー （Sault Ste. Marie）
- エリオットレイク （Elliot Lake）